# 莱特鲁瓦穆捷
莱特鲁瓦穆捷（法語：Les Trois-Moutiers，法語發音：[le tʁwa mutje]）是法国新阿基坦大区维埃纳省的一个市镇，位于该省西北部，属于沙泰勒罗区。

## 地理
莱特鲁瓦穆捷（47°3'46"N, 0°1'14"E）面积35.94 平方千米，位于法国新阿基坦大区维埃纳省，该省份为法国中西部省份，北起曼恩-卢瓦尔省和安德尔-卢瓦尔省，西接德塞夫勒省，南至夏朗德省，东南接上维埃纳省，东临安德尔省。
与莱特鲁瓦穆捷接壤的市镇（或旧市镇、城区）包括：拉莱、莫尔通、鲁瓦费、布尔南、盧丹、穆泰尔勒西利、迪沃河畔屈尔赛、泰尔奈、贝里、圣莱热德蒙布里耶、格莱努兹。

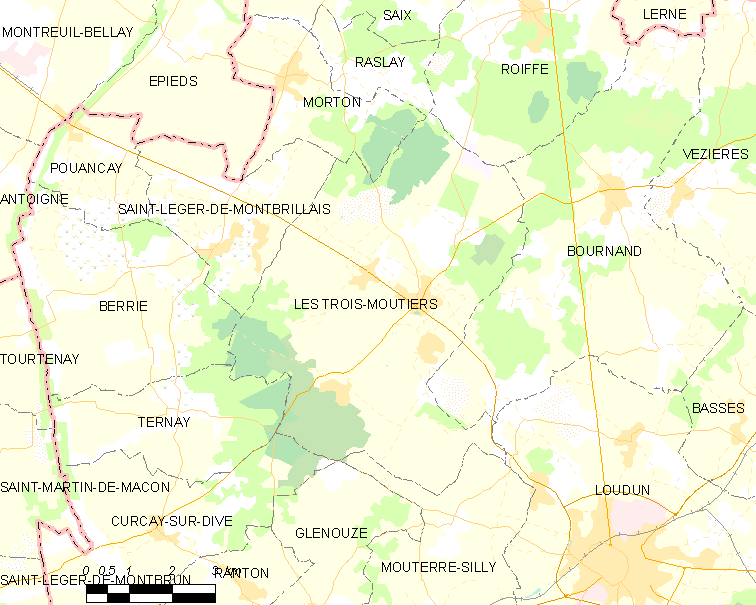
莱特鲁瓦穆捷的OSM定位图

莱特鲁瓦穆捷的时区为UTC+01:00、UTC+02:00（夏令时）。

## 行政
莱特鲁瓦穆捷的邮政编码为86120，INSEE市镇编码为86274。

## 政治
莱特鲁瓦穆捷所属的省级选区为卢丹县。

## 人口

1962-2008年间莱特鲁瓦穆捷人口变化图示

莱特鲁瓦穆捷于2022年1月1日时的人口数量为1082人。